# Королёв, Владимир Александрович
Королёв Владимир Александрович (родился 4 сентября 1948, Москва) — российский геолог, доктор геолого-минералогических наук (1990), профессор, заслуженный работник высшей школы РФ (2011), заслуженный профессор МГУ (2014) .

## Биография
В 1966 году окончил среднюю школу. Работал в проектном институте, а с 1968 года — на геологическом факультете МГУ. В 1973 году окончил вечернее отделение геологического факультета МГУ (кафедра инженерной геологии и охраны геологической среды).
В 1968—1971 годах принимал участие в геологических экспедициях по изучению ряда нефтегазоносных бассейнов на Северном Кавказе (Ставропольский и Краснодарский край). В 1974—1979 годах участвовал в геологических экспедициях и полевых инженерно-геологических исследованиях по технической мелиорации грунтов и инженерной геологии различных районов России и Средней Азии (Казахстан, Таджикистан).
В 1977 году окончил аспирантуру геологического факультета МГУ, защитив под руководством Р. И. Злочевской и академика Е. М. Сергеева кандидатскую диссертацию. Работал младшим научным сотрудником Проблемной лаборатории по физико-химическому закреплению грунтов геологического факультета МГУ, ассистентом (с 1979) кафедры инженерной геологии и охраны геологической среды.
В 1990 году защитил в МГУ докторскую диссертацию на тему «Термодинамика дисперсных немёрзлых грунтов». С 1990 года доцент, с 1993 — профессор той же кафедры.
Основные направления научных исследований: инженерная геология, грунтоведение, механика грунтов, техническая мелиорация грунтов, мониторинг геологической среды и Экологическая геология.
В МГУ читает курсы по инженерной геологии, создатель ряда курсов по грунтоведению и методике геологических исследований. Вёл учебную геологическую практику в Крыму.
С 1995 года — научный руководитель учебной практики по полевым методам инженерно-геологических, гидрогеологических, геокриологических и эколого-геологических исследований в Звенигороде.

## Членство в организациях
- 1978 — Член Учёного совета геологического факультета МГУ (1978—1982, 1990—1992, с 1998)
- 1989 — член МОИП.
- 1990 — член Специализированного Совета по защите диссертаций по инженерной геологии, гидрогеологии, геокриологии и экологической геологии в МГУ им. М. В. Ломоносова.
- 1992 — член Научного совета РАН по проблемам геоэкологии, инженерной геологии и гидрогеологии.
- 1993 — член Совета Учебно-методического объединения университетов России по геологическому образованию. С 1996 года — председатель секции по инженерной геологии, гидрогеологии и геокриологии.
- Член экспертных советов редколлегии «Соросовского образовательного журнала» и энциклопедии «Современная наука»
- Член редколлегий журналов «Инженерная геология», «Инженерные изыскания», «ГеоРиск» (с 2009) и «Грунтоведение».

## Награды и звания
- 1988 — Почётная грамота Министерства высшего и среднего образования СССР — за заслуги в области науки и подготовки высококвалифицированных специалистов
- 1995 — Лауреат государственной стипендии РАН «Выдающиеся учёные России»
- 1997 — Лауреат государственной стипендии РАН «Выдающиеся учёные России»
- 1998 — Почётная грамота Министерства образования Российской Федерации
- 2000 — Лауреат государственной стипендии РАН «Выдающиеся учёные России»
- 2010 — Почётный знак Министерства природных ресурсов и экологии «Отличник разведки недр РФ»
- 2011 — Заслуженный работник высшей школы Российской Федерации
- 2014 — Заслуженный профессор МГУ.
- 2017 — Медаль Е. М. Сергеева за вклад в развитие инженерной геологии
- 24 января 2023 — Почётная грамота Президента Российской Федерации — За заслуги в научно-педагогической деятельности, подготовке квалифицированных специалистов и многолетнюю добросовестную работу[1]